# Frutioidia tapranga
Frutioidia tapranga är en insektsart som beskrevs av Irena Dworakowska 1997. Frutioidia tapranga ingår i släktet Frutioidia och familjen dvärgstritar.
Artens utbredningsområde är Madagaskar. Inga underarter finns listade i Catalogue of Life.